# Argàs
Argàs (en rus: Аргас) és un poble de la República de Sakhà, a Rússia, segons el cens del 2021 tenia 556 habitants. Pertany al districte de Sangar.